# Edvard Bull den ældre
 Der er flere personer med dette navn, se Edvard Bull.
Edvard Bull (født 4. december 1881 i Kristiania, død 26. august 1932) var en norsk historiker og norsk udenrigsminister i Christopher Hornsruds regering 1928.
Bull blev student 1899, cand. mag. 1906, universitetsstipendiat 1910, docent i historie 1913 og professor 1917. I 1912 blev han dr. phil. på afhandlingen "Folk og Kirke i Middelalderen, Studier til Norges Historie".
Edvard Bull var søn af Edvard Isak Hambro Bull, broder til litteraturprofessor Francis Bull, og far til historikeren Edvard Bull den yngre (1914-1986).

## Bull som politiker
I 1927 blev Bull valgt til Arbeiderpartiets næstformand efter, at LO havde presset på for at slå Arbeiderpartiet sammen med det socialdemokratiske parti. Bull blev da valgt ind for de radikale.
I tiden mellem Den russiske revolution i 1917 og Nygaardsvold-regeringen i 1935 var Arbejderbevægelsen splittet i en gruppe, som ønskede revolution, og en gruppe, som ønskede regeringsmagt ("Ministersocialisme"). Arbeiderpartiet, som aldrig før havde haft regeringsmagten, vandt valget i 1928. For de borgerlige partier var det helt utænkeligt, at Arbeiderpartiet skulle danne regering. Da Kong Haakon rådførte sig med stortingspræsidenterne, pegede Christopher Hornsrud som repræsenterede DNA i præsidentskabet, at det var naturligt, at det parti, som havde vundet valget, skulle danne regering. Til dette standpunkt skal Edvard Bull have udtalt:
"Men er dere blitt spenna gærne da, gutter?"
Dagen efter, den 27. januar 1928 bad kongen Christopher Hornsrud og Arbeiderpartiet om at danne regering. Bull blev tildelt posten som udenrigsminister. Siden det at danne regering blev set som et skridt mod højre, fik den radikale og marxistiske Bull opgaven at formulere Hornsrud-regeringens tiltrædelseserklæring. I følge erklæringen fra 8. februar 1928 skulle regeringen «lade sig lede af hensynet til arbejderklassen og hele det arbejdende folks interesser» og at regeringen på vegne af Arbeiderpartiet skulle «lette og forberede overgangen til et socialistisk samfund». Dette førte til, at centralbankchef Nicolai Rygg frygtede en ny bankkrise på grund af kapitalflugt, og Venstres Mowinckel stillede mistillidsforslag mod regeringen baseret på Bulls tale. Med en vis ret er det derfor blevet sagt, at Hornsrud-regeringen er den eneste regering i Norge, som er blevet fældet på sin egen tiltrædelseserklæring.
Efter regeringens fald mistede flere i partiledelsen troen på, at regeringsmagt var den rette vej for partiet at gå. Bull udtalte i 1930, at: "Hvad hjelp er det i å erobre et flertall valgstemmer?", og landsmødet vedtog at søge at vinde magten uden nødvendigvis at have "folkeflertallet" bag sig. Bull hævdede da, at det parlamentariske demokrati var en "gammel og overtroisk frase fra det 19. århundre".

## Forfatterskab
- Folk og kirke i middelalderen. Studier til Norges historie (1912) NBdigital
- Tripelallianse og tripelentente 1871–1914 (1916) NBdigital
- Vincens Lunge (1917)
- Karl Marx (1918) NBdigital
- Akers historie (1918)
- Innledning til bygdehistorisk studium (1919) NBdigital
- Leding. Militær- og finansforfatning i Norge i ældre tid (1920)
- Klassekampen (1921)
- Den russiske arbeider- og bonderevolution (1922)
- Kristianias historie (med S.C. Hammer og Valborg Sønstevold, 1922–1936)
- Verdenskrigens utbrudd. Hvad vi vet og ikke vet (1923) NBdigital
- Grunnriss av Norges historie (1926)
- Jemtland og Norge (1927)
- Bd. 2 af Det norske folks historie gjennem tidene (1931) NBdigital
- Historie og politikk (1933) NBdigital